# Mega Babies
Mega Babies è una serie televisiva animata canadese creata dai fratelli Christian e Yvon Tremblay, che in precedenza avevano realizzato per Hanna-Barbera la serie Swat Kats, e prodotta da CinéGroupe, Landmark Entertainment Group e Sony Wonder.

## Trama
La serie parla di un trio di folli bambini extraterrestri che devono comportarsi come dei veri bambini.